# Ungarische Badminton-Mannschaftsmeisterschaft 1969
Die Ungarische Badminton-Mannschaftsmeisterschaft 1969 war die neunte Auflage dieser Veranstaltung. Es wurde ein Wettbewerb für gemischte Mannschaften ausgetragen. Meister wurde das Team von Bp. Petőfi.

## Endstand
| Platz | Mannschaft |
| ----- | --- |
| 1.    | Bp. Petőfi (Ferenc Jászonyi, Pál Rázsó, György Rázsó, Ferenc Rolek, Ákos Merényi, András Pálfia, Éva Cserni, Katalin Jászonyi, Hajnalka Kolossay) |
| 2.    | Szolnoki Kilián FSE |
| 3.    | Igazságügyi SC |
| 4.    | Bp. VTSK |
| 5.    | BEAC |
| 6.    | MAFC |

## Referenzen
- Statistik zu den Teamwettbewerben
- A magyar tollaslabdasport 50 éve 1960-2010, Magyar Tollaslabda Szövetség, 2010